# Produit pétrolier

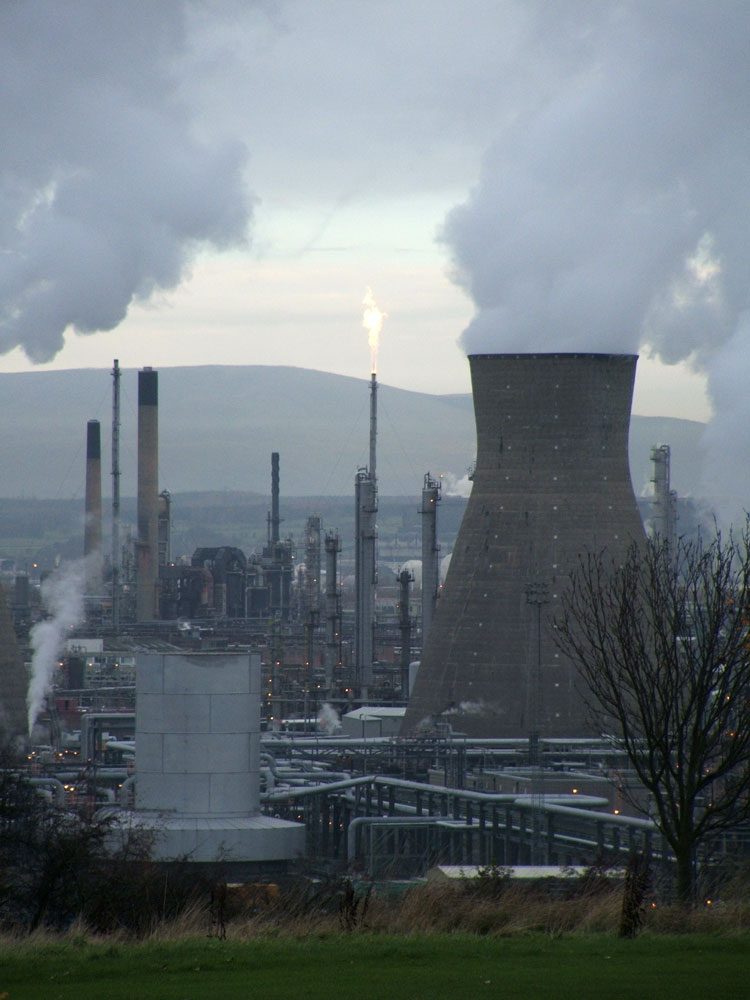
Une raffinerie pétrochimique à Grangemouth, Écosse.

Les produits pétroliers sont des dérivés utilisables du pétrole brut issus de son raffinage. Contrairement aux composés pétrochimiques, qui sont des composés chimiques de base, les produits pétroliers sont des mélanges complexes. La majorité du pétrole est converti en produits pétroliers dont plusieurs types de carburants.
Selon le type de brut et la demande du marché, les raffineries peuvent raffiner le brut en différents types de produits pétroliers. La plus grande partie des produits pétroliers issus d'un raffinage est utilisée comme source d'énergie, c'est-à-dire comme carburants. Ces derniers incluent, ou peuvent être mélangés pour produire du JP-5, du gazole, du fioul et des carburants plus lourds. Les fractions plus lourdes (moins volatiles) sont utilisées pour produire du bitume, du goudron, de la paraffine ou des lubrifiants. Les raffineries sortent également d'autres produits chimiques dont certains sont utilisés lors de procédés chimiques pour produire des matières plastiques par exemple. Comme le pétrole contient un faible pourcentage de composés organosulfurés et de sulfure d'hydrogène, du soufre est extrait du brut comme produit pétrolier. Le carbone, dans sa forme coke de pétrole, et l'hydrogène peuvent aussi être extraits du pétrole. L'hydrogène produit est souvent utilisé comme produit intermédiaire pour d'autres procédés de raffinage pétrolier comme le craquage ou l'hydrodésulfuration.

## Produits pétroliers principaux

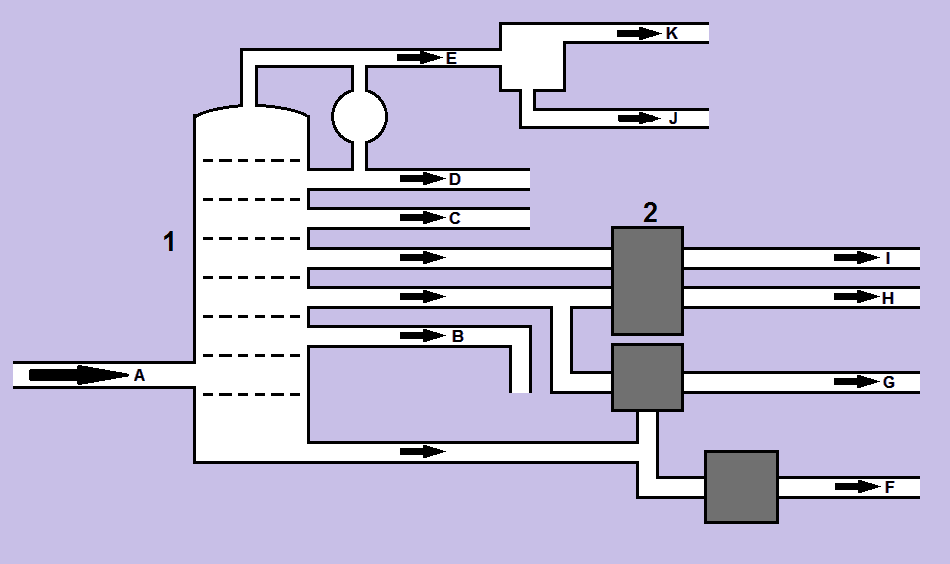
Schéma d'une tour de distillation de pétrole de laquelle sortent plusieurs produits pétroliers. Légende :
1 - tour de distillation
2 - tour auxiliaire
A - pétrole
B - huile lubrifiante
C - kérosène
D - essence
E - hydrocarbures gazeux
F - mazout
G - fioul lourd
H - fioul léger
I - diesel
J - propane-butane
K - gaz de raffinage

| - Bitume - Gazole - Fioul - Essence - JP-5 - Kérosène | - GPL - Lubrifiant - Paraffine - Goudron - Composés pétrochimiques |

## Produits finis spécialisés

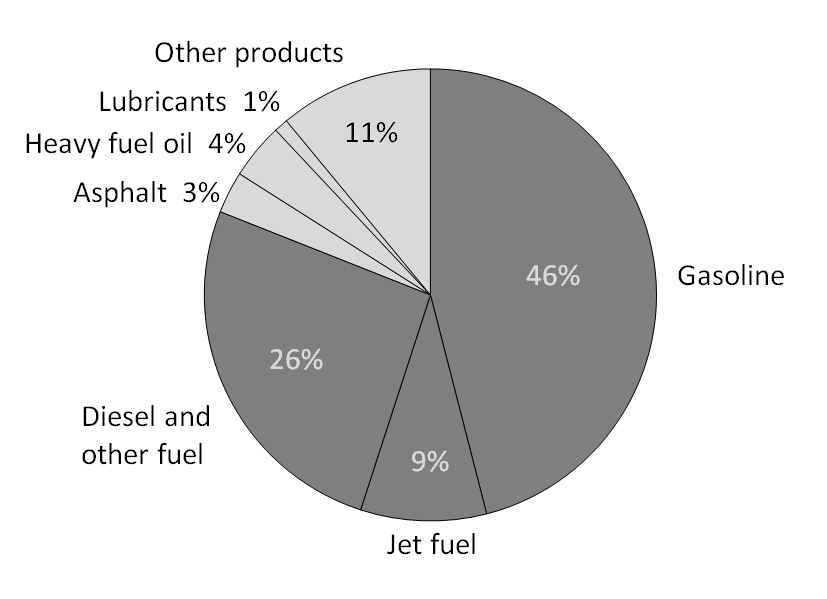
Répartition des produits fabriqués à partir d'un baril de pétrole classique américain.

Les raffineries de pétrole mélangent différents produits premiers avec des additifs et d'autres matières premières, stockent les produits finis et les conditionnent pour leur transport par camion, bateau, train, etc.
- Combustibles gazeux tels que le propane, stockés et transportés sous forme liquide sous pression dans des wagons spécialisés vers les distributeurs.
- Carburants liquides transportés par bateau, train ou pipeline.
- Lubrifiants (huiles moteurs, de transmission, graisses, etc.), généralement expédiés en vrac dans une installation d'emballage hors site.
- Paraffine, utilisée dans le conditionnement de nourriture congelée entre autres.
- Soufre, sous-produit de l'élimination du soufre du pétrole qui contient quelques pour cent de composés organosulfurés.
- Goudron, expédié pour être conditionné hors site.
- Asphalte, utilisé en tant que liant pour le gravier pour former de l'enrobé.
- Coke de pétrole, utilisé par exemple comme combustible ou pour produire des électrodes.
- Composés pétrochimiques, composés organiques qui servent comme ingrédients aux industries chimiques pour produire par exemple des polymères, ou des produits pharmaceutiques. Ces composés sont par exemple l’éthylène ou les hydrocarbures aromatiques benzène-toluène-xylènes (BTX).

## Galerie

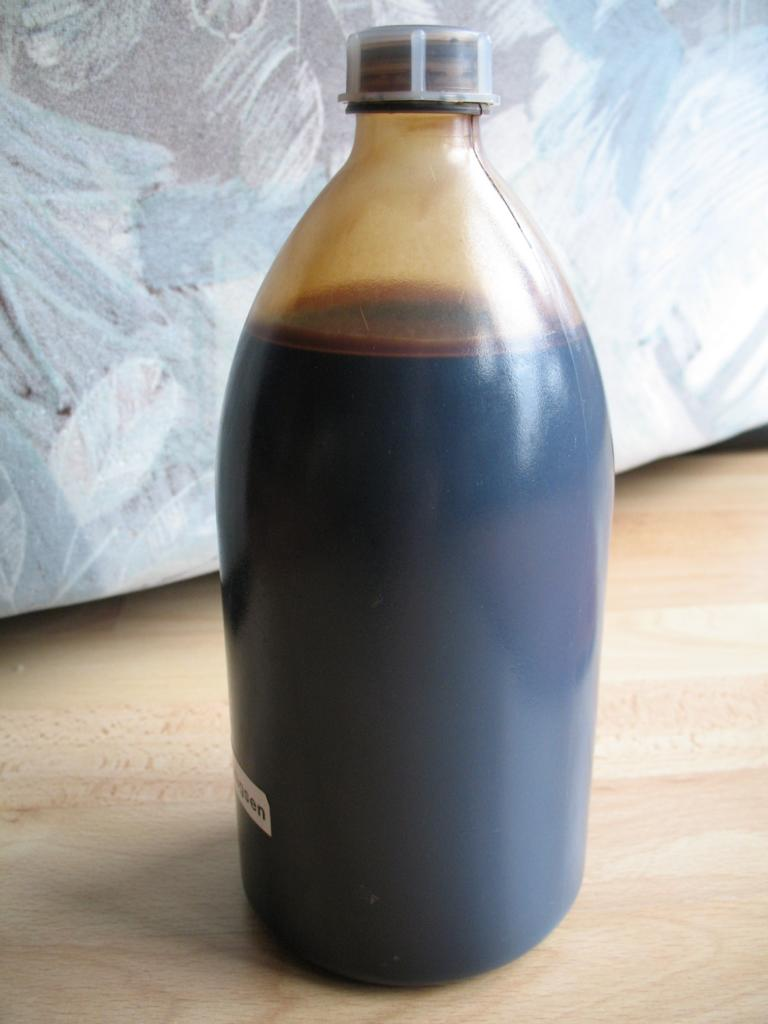
Échantillon de pétrole.
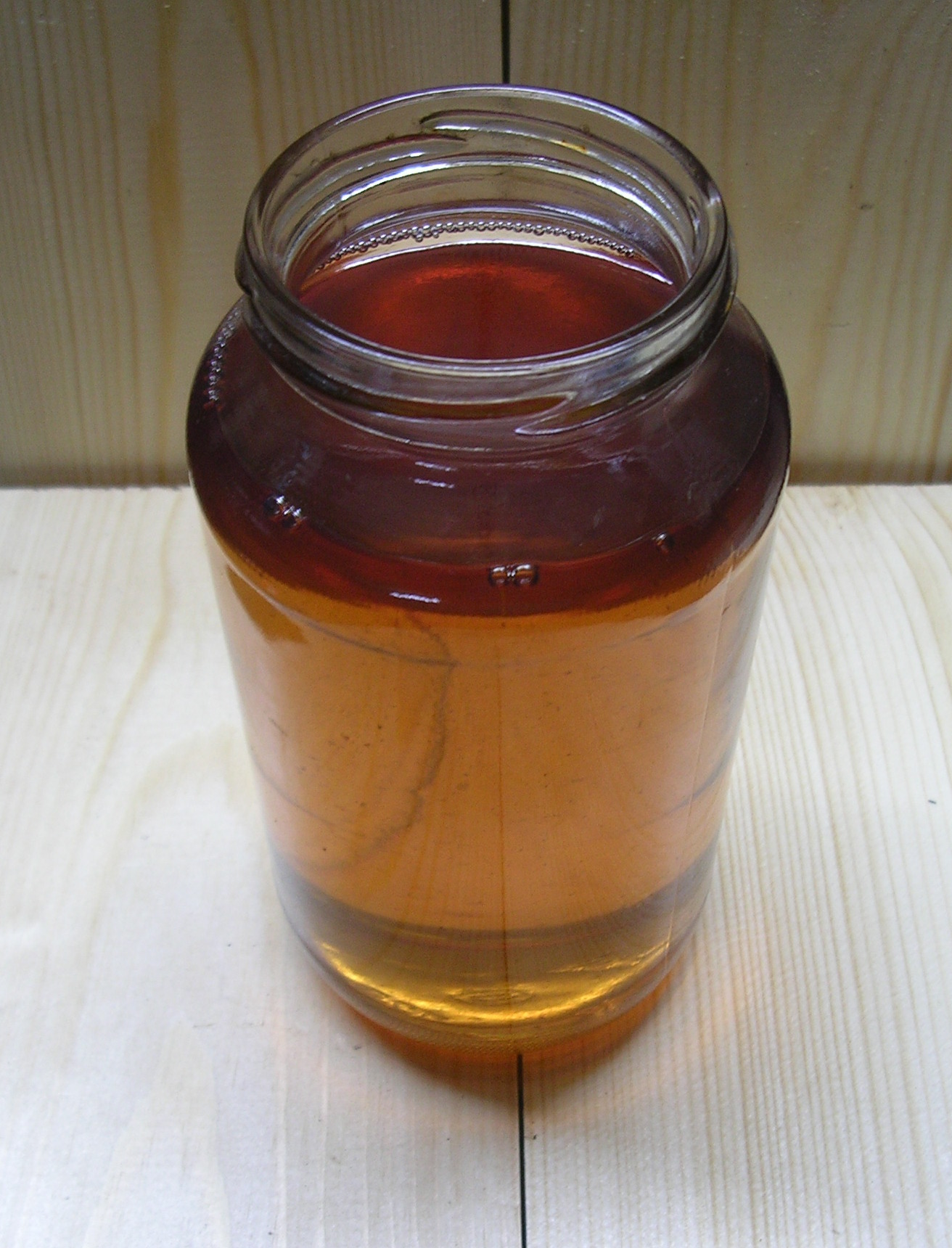
Échantillon de gazole.
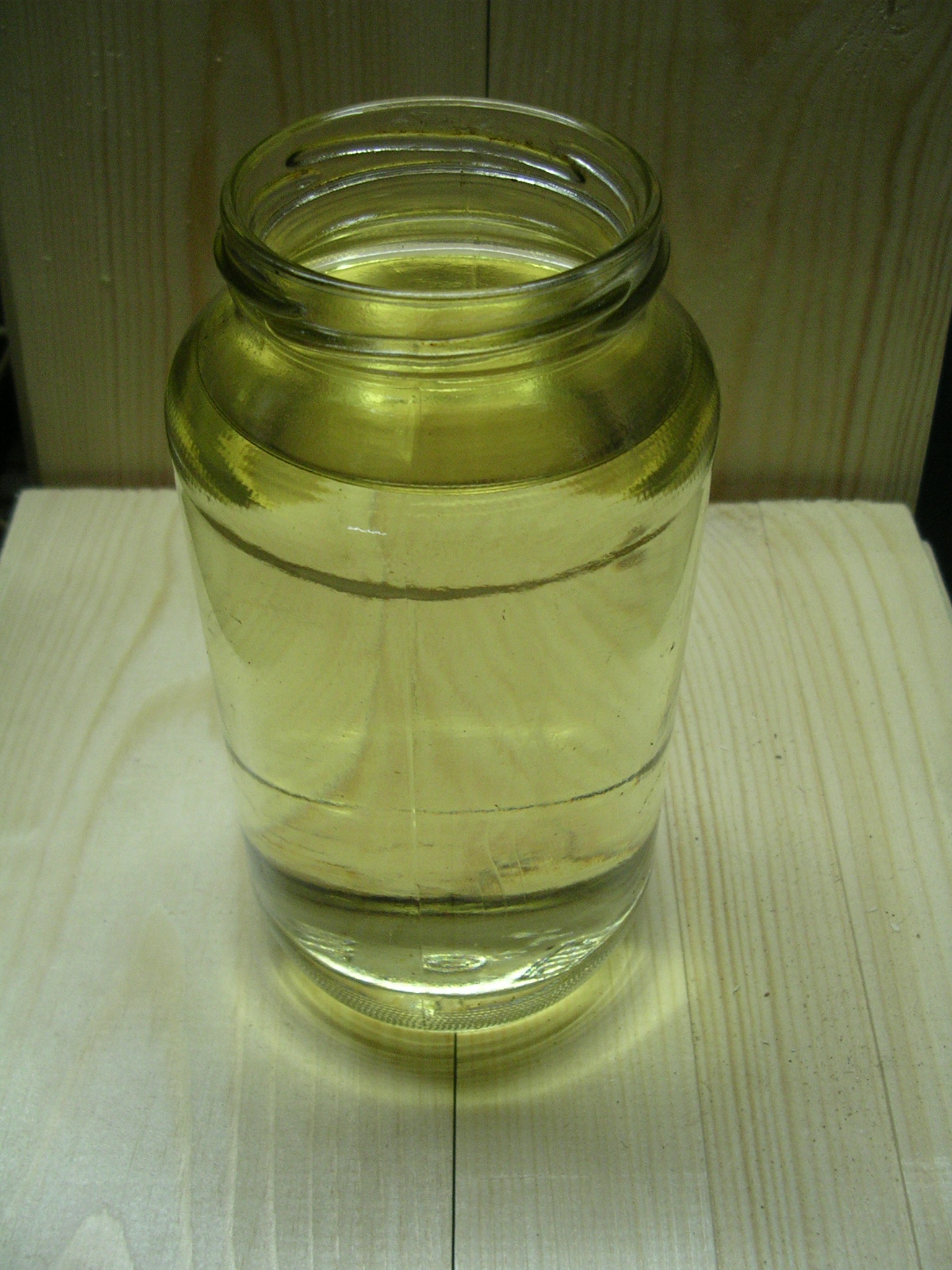
Échantillon d'essence.
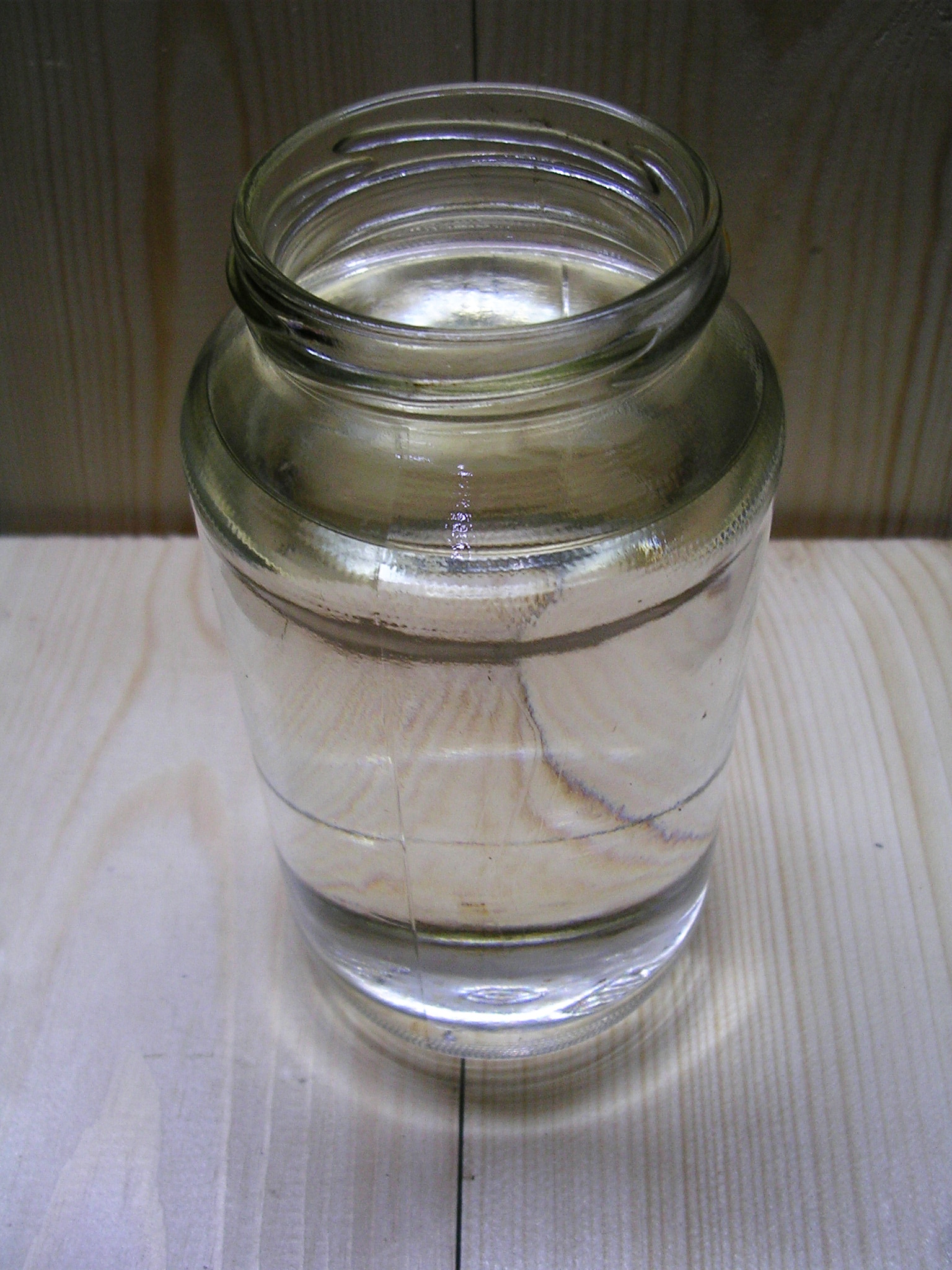
Échantillon de kérosène.
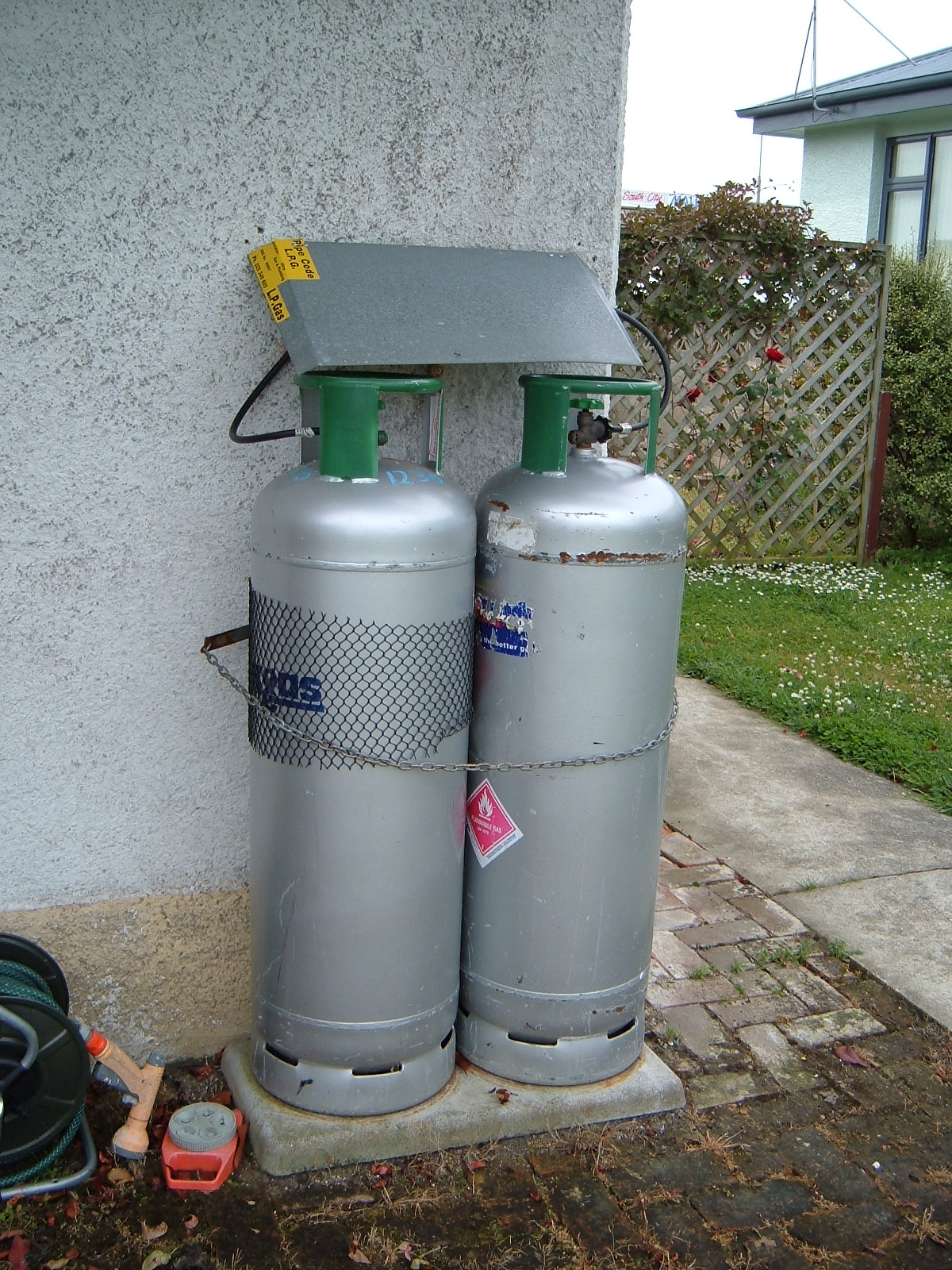
Bouteilles de GPL.
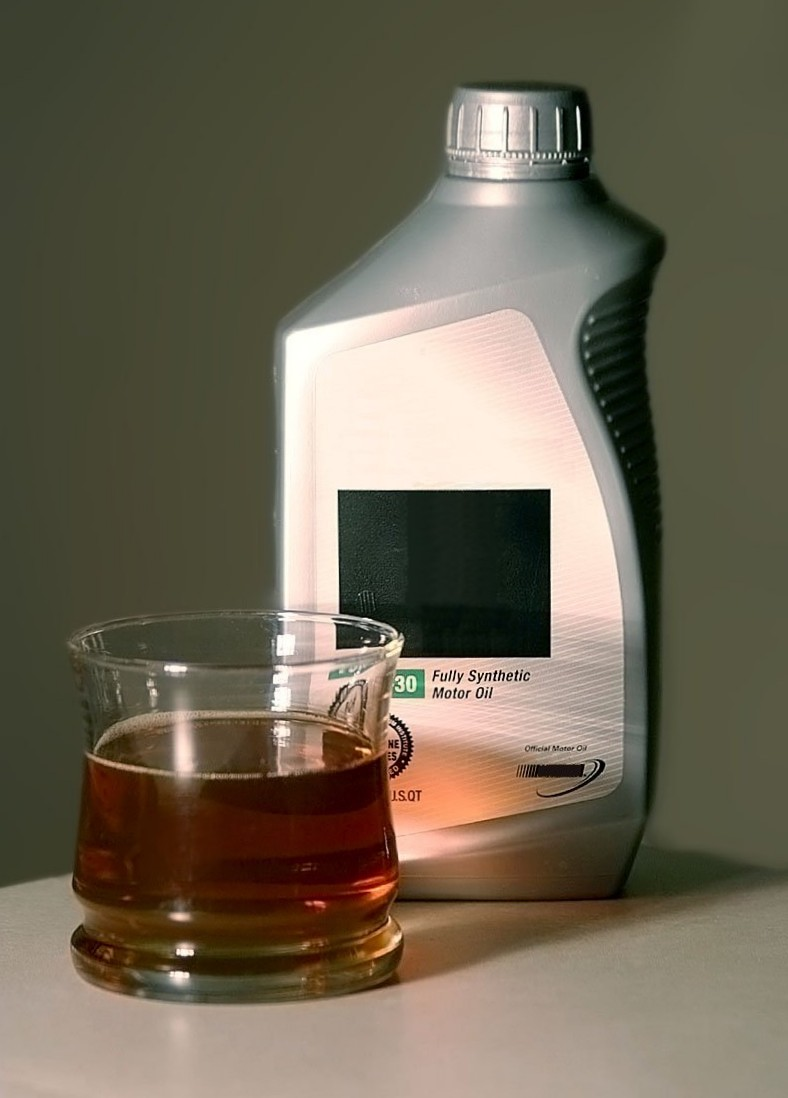
Huile moteur.
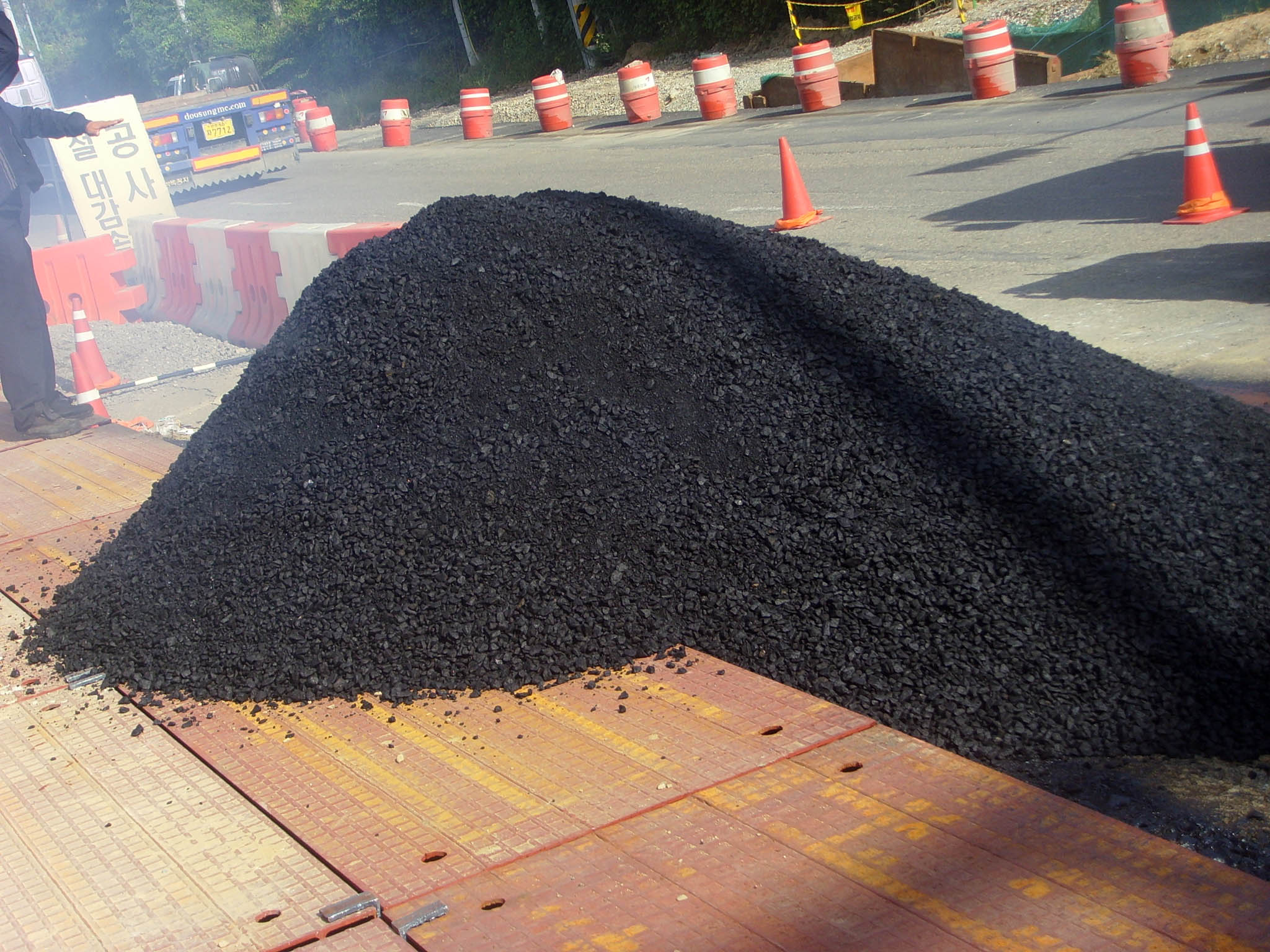
Tas d'enrobé.
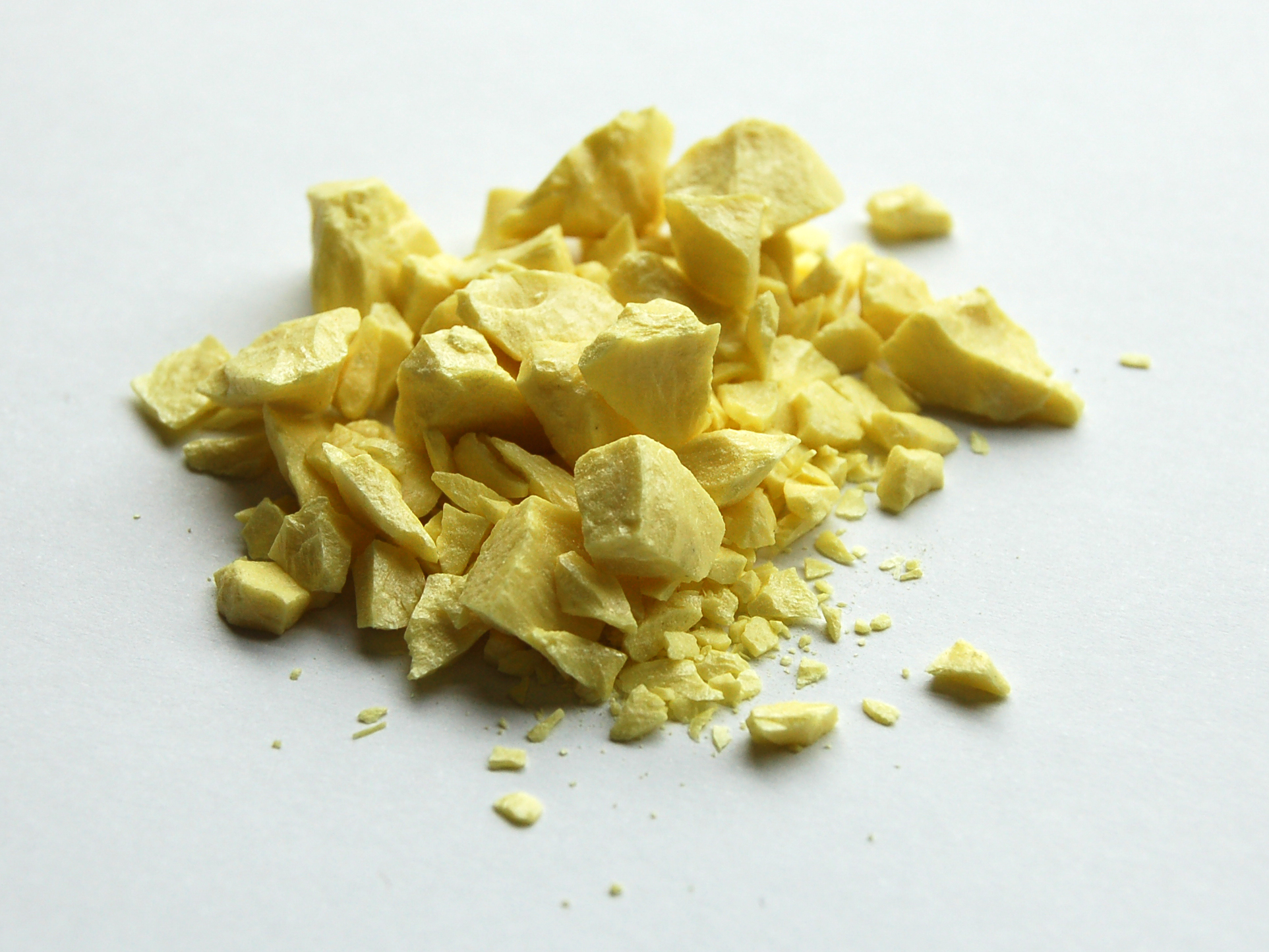
Soufre.